# アンライバルド
アンライバルド（欧字名:Unrivaled、2006年4月13日 - 2025年5月9日）は、日本の競走馬、種牡馬。 
主な勝ち鞍は2009年の皐月賞（JpnI）、スプリングステークス（JpnII）。半兄に、1996年の東京優駿（日本ダービー）を優勝したフサイチコンコルド（父:カーリアン）などがいる。  

## 経歴

### デビューまで
母のバレークイーンは、アイルランド産の繁殖牝馬である。日本に輸入された際に受胎していたカーリアンの仔は、出産後フサイチコンコルドの名でデビューし、1996年の日本ダービーを制した。その後はグレースアドマイヤやミラクルアドマイヤ、ボーンキングなどを産んでいる。
12番仔を生産した2005年、初めてネオユニヴァースと交配され、2006年4月13日、北海道安平町のノーザンファームにて、13番仔となる鹿毛の牡馬（後のアンライバルド）を産んだ。その仔は、ノーザンファーム厩舎長の横手裕二によれば、兄フサイチコンコルドより、父のネオユニヴァース似であるとしており、瞬発力についての評価が高かった。しかし、気性面に難があるため、育成騎乗スタッフが乗るのを嫌がるほどであった。また、毎日通るはずの出入り口でも前進を嫌がるなど、怖がりな性格だった。
クラブ法人のサンデーレーシングが所有。愛馬会法人サンデーサラブレッドクラブでは当初総額4800万円で募集される予定だったが、成長するにつれてノーザンファーム場長の秋田博章が「バレークイーンの仔としては（フサイチ）コンコルド以来の傑作」と考えるようになり、結局総額6000万円で会員募集がなされた。また仔には、「匹敵するもののない、無比の」を意味する「アンライバルド」という競走馬名が与えられた。
アンライバルドは、1歳上の兄であるアンダルーサとともに栗東トレーニングセンター、友道康夫厩舎での管理が決定した。友道は、松田国英厩舎所属の調教助手時代に兄のボーンキング（バレークイーンの6番仔）、ピタゴラス（同7番仔）、ボレロ（同8番仔）に騎乗した経験があった。入厩前の2歳夏、札幌競馬場でゲート試験を合格した。

### 競走馬時代
2008年10月26日、京都競馬場の新馬戦（芝1800メートル）に、岩田康誠が騎乗し3番人気で出走。4番手から直線で抜け出して、リーチザクラウンやブエナビスタ、スリーロールス、エーシンビートロンに1馬身以上の差をつけ、初勝利とした。続く、11月29日の京都2歳ステークス（OP）では、岩田が落馬負傷のため川田将雅に乗り替わり出走し、3着に敗れた。2009年1月24日の若駒ステークス（OP）では、後方に3馬身半差をつけて、2勝目を挙げた。
3月22日、皐月賞のトライアル競走であるスプリングステークス（JpnII）に単勝オッズ2.3倍の1番人気で出走。中団待機から、直線で先に抜け出していたレッドスパーダをかわし、半馬身差をつけて勝利、重賞初制覇となった。父が2003年に勝利していることから、父仔制覇を成し遂げた。

4月19日、優先出走権を行使して皐月賞（JpnI）に出走。戦前は弥生賞（JpnII）優勝のロジユニヴァース、きさらぎ賞（JpnIII）優勝のリーチザクラウンとともに人気を分け合い「三強」と呼ばれた。三強はともに単勝オッズ一桁台であり、ロジユニヴァースがオッズ1.7倍の1番人気、リーチザクラウンが5.3倍の2番人気。アンライバルドは6.1倍の3番人気に推された。
8枠16番から発走して、三強の2頭を前に見る中団に待機。ハイペースとなる中、最終コーナーで大外を回って、まくりを実行。直線コースに進入してまもなく先頭を奪取し、後方との差を広げた。有力視された他の2頭は失速する中、追い込んだトライアンフマーチ、セイウンワンダーが迫ってくるも、それらに1馬身半差をつけて入線した。JpnI初勝利となり、父ネオユニヴァースにとって初の産駒GI級勝利、父は2003年に勝利していることから、史上6頭目となる父仔制覇を成し遂げた。
5月31日、クラシック二冠目の日本ダービーに出走、単勝オッズ2.1倍の1番人気に推された。当日は午後から雨が降り、ダイシンボルガードが制した1969年以来40年ぶりとなる不良馬場の中、発走。後方待機から直線での追い上げに懸けたが、全く伸びず12着に敗れた。岩田、友道は共に敗因を馬場に求めた。友道は、この日、悔しさから酒に頼ったという。夏休みを経て、9月27日の神戸新聞杯（JpnII）に1番人気で出走するも、折り合いを欠いて直線で伸びず4着。続く菊花賞（JpnI）では、スタート直後に躓き15着に敗れた。
宮城県山元町の山元トレーニングセンターでの休養を挟んで、12月27日の有馬記念（GI）に参戦。当初は岩田から乗り替わり、クリストフ・スミヨンが騎乗する予定だったが、スミヨンが騎乗停止処分を受けたため、結局ミルコ・デムーロとともに出走中団待機から全く伸びず、最下位の15着に敗れた。その後、左前脚浅屈腱炎を発症していることが判明。社台ホースクリニックにて幹細胞移植手術を受け、戦線を離脱した。
有馬記念から1年5か月後の2011年5月28日、金鯱賞（GII）で復帰し5着。続いて9月25日のオールカマー（GII）へ出走を目標に、ノーザンファームしがらきで調整中だったが、再び左前脚屈腱炎が判明。競走馬引退が決定し、8月18日に日本中央競馬会の競走馬登録を抹消した。

### 種牡馬時代
競走馬引退後は、北海道日高町のブリーダーズスタリオンステーションにて種牡馬となった。2015年から産駒がデビューし、6月の新馬戦でトウショウドラフタが勝利して産駒初勝利。また同馬が、2016年のファルコンステークス（GIII）も勝利し、産駒重賞初勝利となった。そのほか、バルダッサーレは、2016年の東京ダービーを勝利した。2018年から、北海道浦河町のイーストスタッドに移動。2020年には再び、ブリーダーズ・スタリオン・ステーションに戻った。
2025年5月9日、手入れを行うために洗い場に移動した際、脚を滑らせて転倒。右後脚骨折により予後不良の診断が下され、安楽死措置が取られた。19歳没。

## 競走成績
以下の内容は、netkeiba.comおよびJBISサーチの情報に基づく。
| 競走日     | 競馬場 | 競走名      | 格    | 距離（馬場）  | 頭 数 | 枠 番 | 馬 番 | オッズ （人気） | 着順 | タイム （上り3F） | 着差 | 騎手        | 斤量 [kg] | 1着馬（2着馬）         | 馬体重 [kg] |
| ---------- | ------ | ----------- | ----- | ------------- | ----- | ----- | ----- | --------------- | ---- | ----------------- | ---- | ----------- | --------- | ---------------------- | ----------- |
| 2008.10.26 | 京都   | 2歳新馬     |       | 芝1800m（良） | 11    | 8     | 11    | 007.60（3人）   | 01着 | R1:51.7（33.8）   | -0.2 | 0岩田康誠   | 55        | （リーチザクラウン）   | 478         |
| 0000.11.29 | 京都   | 京都2歳S    | OP    | 芝2000m（良） | 9     | 2     | 2     | 001.80（1人）   | 03着 | R2:02.4（35.0）   | -0.2 | 0川田将雅   | 55        | イグゼキュティヴ       | 478         |
| 2009.01.24 | 京都   | 若駒S       | OP    | 芝2200m（良） | 10    | 2     | 2     | 002.00（1人）   | 01着 | R2:02.2（34.9）   | -0.6 | 0岩田康誠   | 56        | （メイショウドンタク） | 476         |
| 0000.03.22 | 中山   | スプリングS | JpnII | 芝1800m（良） | 16    | 6     | 12    | 002.30（1人）   | 01着 | R1:50.8（34.5）   | -0.1 | 0岩田康誠   | 56        | （レッドスパーダ）     | 478         |
| 0000.04.19 | 中山   | 皐月賞      | JpnI  | 芝2000m（良） | 18    | 8     | 16    | 006.10（3人）   | 01着 | R1:58.7（34.6）   | -0.2 | 0岩田康誠   | 57        | （トライアンフマーチ） | 478         |
| 0000.05.31 | 東京   | 東京優駿    | JpnI  | 芝2400m（不） | 18    | 8     | 18    | 002.10（1人）   | 12着 | R2:36.0（40.4）   | -2.3 | 0岩田康誠   | 57        | ロジユニヴァース       | 472         |
| 0000.09.27 | 阪神   | 神戸新聞杯  | JpnII | 芝2400m（良） | 14    | 4     | 5     | 002.50（1人）   | 04着 | R2:24.9（34.6）   | -0.7 | 0岩田康誠   | 56        | イコピコ               | 472         |
| 0000.10.25 | 京都   | 菊花賞      | JpnI  | 芝3000m（良） | 18    | 3     | 5     | 005.40（3人）   | 15着 | R3:06.2（37.9）   | -2.7 | 0岩田康誠   | 57        | （スリーロールス）     | 470         |
| 0000.12.27 | 中山   | 有馬記念    | GI    | 芝2500m（良） | 16    | 1     | 1     | 0014.90（8人）  | 15着 | R2:36.8（42.4）   | -6.8 | 0M.デムーロ | 55        | ドリームジャーニー     | 474         |
| 2011.05.28 | 京都   | 金鯱賞      | GII   | 芝2000m（不） | 16    | 6     | 12    | 0049.20（9人）  | 05着 | R2:03.6（37.3）   | -1.2 | 0N.ピンナ   | 58        | ルーラーシップ         | 486         |

## 種牡馬成績

### 主な産駒
- 2013年産
  - トウショウドラフタ（ファルコンステークス）[50]
  - バルダッサーレ（東京ダービー、瑞穂賞）[51]
- 2019年産
  - マルルットゥ（あやめ賞）

## 血統表
| アンライバルドの血統                      | アンライバルドの血統                                 | アンライバルドの血統             | （血統表の出典）                 | （血統表の出典） |
| 父系                                      | サンデーサイレンス系/ヘイロー系                      | サンデーサイレンス系/ヘイロー系  | サンデーサイレンス系/ヘイロー系  | [ § 2 ]          |
| 父 ネオユニヴァース 2000 鹿毛             | 父の父*サンデーサイレンス Sunday Silence 1986 青鹿毛 | Halo                             | Hail to Reason                   | Hail to Reason   |
| 父 ネオユニヴァース 2000 鹿毛             | 父の父*サンデーサイレンス Sunday Silence 1986 青鹿毛 | Halo                             | Cosmah                           |                  |
| 父 ネオユニヴァース 2000 鹿毛             | 父の父*サンデーサイレンス Sunday Silence 1986 青鹿毛 | Wishing Well                     | Understanding                    | Understanding    |
| 父 ネオユニヴァース 2000 鹿毛             | 父の父*サンデーサイレンス Sunday Silence 1986 青鹿毛 | Wishing Well                     | Mountain Flower                  |                  |
| 父 ネオユニヴァース 2000 鹿毛             | 父の母*ポインテッドパス Pointed Pass 1984 栗毛       | Kris                             | Sharpen Up                       | Sharpen Up       |
| 父 ネオユニヴァース 2000 鹿毛             | 父の母*ポインテッドパス Pointed Pass 1984 栗毛       | Kris                             | Doubly Sure                      |                  |
| 父 ネオユニヴァース 2000 鹿毛             | 父の母*ポインテッドパス Pointed Pass 1984 栗毛       | Silken Way                       | Shantung                         | Shantung         |
| 父 ネオユニヴァース 2000 鹿毛             | 父の母*ポインテッドパス Pointed Pass 1984 栗毛       | Silken Way                       | Boulevard                        |                  |
| 母 *バレークイーン Ballet Queen 1988 鹿毛 | 母の父Sadler's Wells 1981 鹿毛                       | Northern Dancer                  | Nearctic                         | Nearctic         |
| 母 *バレークイーン Ballet Queen 1988 鹿毛 | 母の父Sadler's Wells 1981 鹿毛                       | Northern Dancer                  | Natalma                          |                  |
| 母 *バレークイーン Ballet Queen 1988 鹿毛 | 母の父Sadler's Wells 1981 鹿毛                       | Fairy Bridge                     | Bold Reason                      | Bold Reason      |
| 母 *バレークイーン Ballet Queen 1988 鹿毛 | 母の父Sadler's Wells 1981 鹿毛                       | Fairy Bridge                     | Special                          |                  |
| 母 *バレークイーン Ballet Queen 1988 鹿毛 | 母の母Sun Princess 1980 鹿毛                         | *イングリッシュプリンス          | Petingo                          | Petingo          |
| 母 *バレークイーン Ballet Queen 1988 鹿毛 | 母の母Sun Princess 1980 鹿毛                         | *イングリッシュプリンス          | English Miss                     |                  |
| 母 *バレークイーン Ballet Queen 1988 鹿毛 | 母の母Sun Princess 1980 鹿毛                         | Sunny Valley                     | Val de Loir                      | Val de Loir      |
| 母 *バレークイーン Ballet Queen 1988 鹿毛 | 母の母Sun Princess 1980 鹿毛                         | Sunny Valley                     | Sunland                          |                  |
| 母系(F-No.)                               | (FN:1-l)                                             | (FN:1-l)                         | (FN:1-l)                         | [ § 3 ]          |
| 5代内の近親交配                           | Hail to Reason 4×5、Almahmoud5×5                     | Hail to Reason 4×5、Almahmoud5×5 | Hail to Reason 4×5、Almahmoud5×5 | [ § 4 ]          |
| 出典                                      | 1. 2. 3. 4.                                          | 1. 2. 3. 4.                      | 1. 2. 3. 4.                      | 1. 2. 3. 4.      |

- 半兄には東京優駿（日本ダービー）に優勝したフサイチコンコルド、種牡馬としてカンパニーを送り出したミラクルアドマイヤ、京成杯を勝ったボーンキングがいる。
- 甥に皐月賞優勝馬のヴィクトリー、姪に函館2歳ステークス優勝・阪神ジュベナイルフィリーズ2着のアンブロワーズがいる。